# Juan II de Mecklemburgo-Stargard
Juan II, duque de Mecklemburgo-Stargard (antes de 1370 - 6 de julio/9 de octubre de 1416) fue un duque de Mecklemburgo titular. Fue cogobernante de Mecklemburgo-Stargard desde 1392 o 1393 hasta 1408 y el único gobernante de Sternberg, Friedland, Fürstenberg y Lychen desde 1408 hasta su muerte.

## Familia
Era el hijo mayor de Juan I de Mecklemburgo-Stargard, y su tercera esposa, Inés de Lindow-Ruppin.

## Vida
Juan II nació probablemente antes de 1370 y reinó conjuntamente con sus hermanos menores Ulrico I y Alberto I (fallecido en 1397).
Apoyó a su primo Alberto III, que intentó imponer sus derechos como rey de Suecia. En este asunto, probablemente actuó como un líder de los Hermanos de las vituallas.
En 1408 Juan dividió su herencia con su hermano Ulrico. Juan II recibió los Señoríos de Sternberg, Friedland, Fürstenberg y Lychen. Eligió Sternberg como su residencia, y probablemente murió allí, en 1416.  También fue enterrado en Sternberg.

## Matrimonio y descendencia
En 1388, Juan II se casó con Catalina ("Wilheida"), la hija del gran duque Algirdas ("Olgierd") de Lituania.  Tuvieron tres hijos:
1. Inés (m. 1467), casada con el duque Otón II de Pomerania
2. Juan III, que lo sucedió como duque de Mecklemburgo-Stargard y Señor de Sternberg (1417-1438)
3. Ana (1390-1467), abadesa en Ribnitz (1423-1467)